# Potap
Oleksij Andrijovych Potapenko (Oekraïens: Олексій Андрійович Потапенко; (Kiev, 8 mei 1981) beter bekend als Potap (Oekraïens: Потап) is een Oekraïens zanger, producer en televisiepresentator.

## Biografie
Potap werd geboren in de Oekraïense hoofdstad Kiev. Daar maakte hij ook zijn school af, waarbij hij twee studies volbracht: Lichamelijke opvoeding en Sport en Boekhouding en auditing. Alhoewel Potap een carrière als zwem- en waterpolocoach wilde beginnen, besloot hij in 2000 zich aan te sluiten bij een rapgroep genaamd Vchid oe jeminnoe vzoetti.
De groep ging zes jaar later, in 2006, uit elkaar.

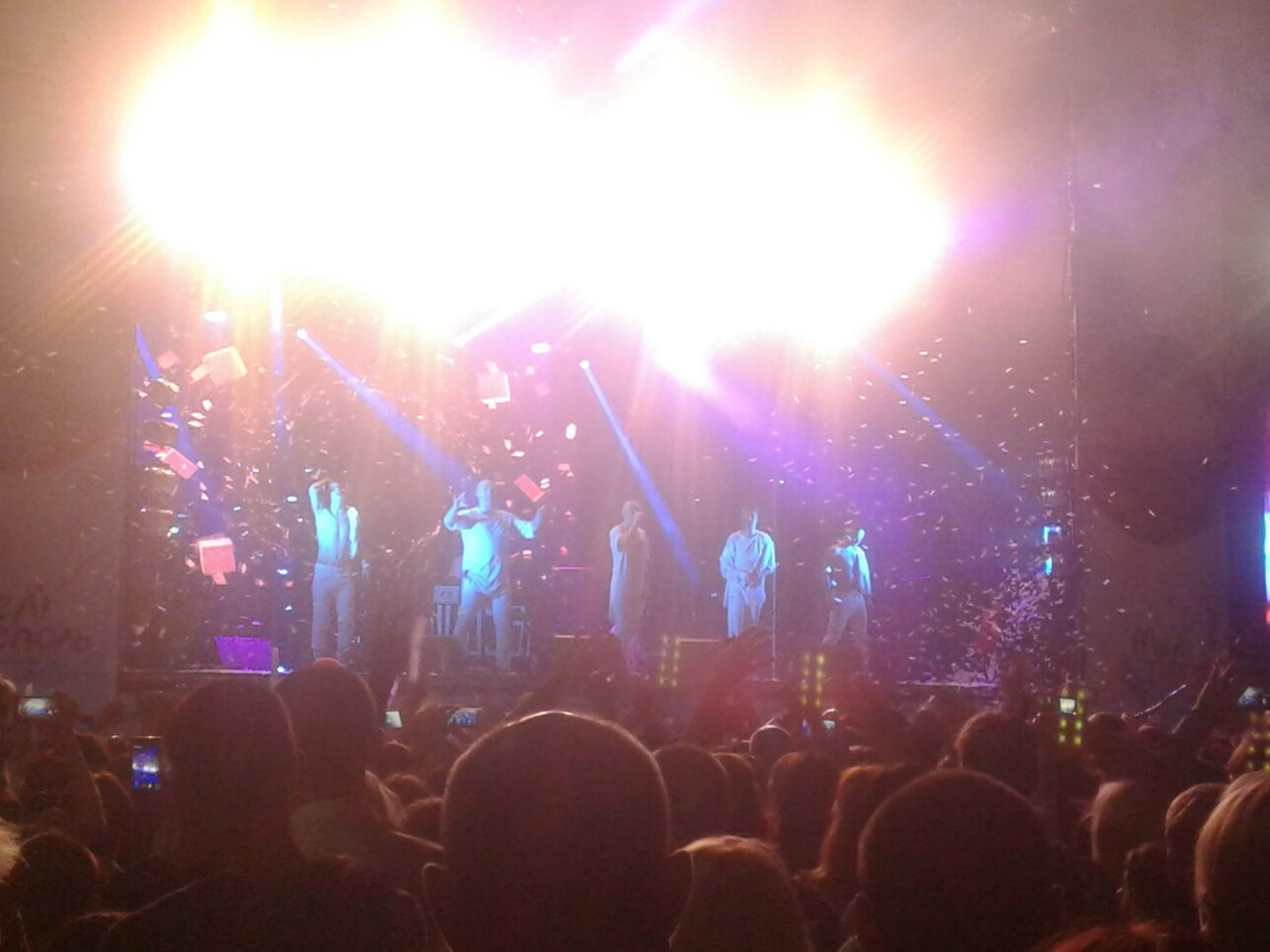

Als solozanger had Potap het jaar daarna succes, omdat enkele van zijn liedjes werd gebruikt op de soundtracks van verschillende Oekraïense films. In 2007 bracht hij zijn debuutalbum Na droegoj volne yly ano kanesjno potomoesjo sjozj uit. Kort daarna startte Potap een samenwerking met de zangeres Nastja Kamenskich. Hieruit leidde datzelfde jaar nog het album Ne Para, wat het duo succes bracht in zowel Oekraïne als in Rusland.
Sinds 2008 is Potap te zien in verschillende muzikale televisieprogramma's als jurylid. Hij is tevens coach in de Oekraïense versie van The Voice Kids.
- Library of Congress Control Number: no2019018139
- MusicBrainz: ea8134e3-6168-4856-8fc8-b13e15538631
- Virtual International Authority File: 126154983522467860005
- WorldCat: E39PBJm9dGqkk8cXGgQpwCvGpP